# لويزا ليتون
لويزا كلير ليتون (بالإنجليزية: Louisa Claire Lytton)‏ هي ممثلة وراقصة إنجليزية ولدت في يوم 7 فبراير 1989 في لندن. بدأت التمثيل في سنة 1997. ومثلت في مسلسل إيست إندرز وذا بيل وستريكتلي كم دانسنغ. ومثلت أيضاً في المسرحية الموسيقية غريز.